# Raúl Castellano Jiménez
Raúl Castellano Jiménez (Múzquiz, Coahuila; 3 de noviembre de 1902 - 3 de diciembre de 1992) fue un destacado abogado y jurista mexicano.

## Biografía
Estudió derecho en la Universidad de Guadalajara. Trabajó como escribiente de juzgado, defensor de oficio y Secretario de un juzgado menor. Ya con el título profesional en su poder, Castellano Jiménez ingresó primero como Secretario y eventualmente como Magistrado del Tribunal Superior de Justicia de Michoacán, en el que sirvió luego como Juez Civil y Secretario del Juzgado de Distrito, con asiento en Morelia. En 1930 asumió la Secretaría General de gobierno en el Distrito Sur de Baja California. 
Al hacerse cargo de la Presidencia de la República el General Lázaro Cárdenas, Raúl Castellano Jiménez fue llamado en 1934 a ocupar el puesto de procurador general de Justicia del Distrito y Territorios Federales que ahora son los Estados de Baja California, Baja California Sur y Quintana Roo.
Llamado en 1938 a la secretaría del presidente Lázaro Cárdenas, participó en la expropiación petrolera de 1938. Fue jefe del Departamento del Distrito Federal de 1939 a 1940. Delegado Plenipotenciario de México a la VII Conferencia Panamericana de la OEA, celebrada en Lima, Perú, Castellano fue nombrado Embajador de México en Panamá.
Fue asesor legal de los presidentes Adolfo Ruiz Cortines y Adolfo López Mateos entre 1956 y 1962. De 1963 a 1972 Castellano se incorpora como Ministro de la Suprema Corte de Justicia de la Nación. Fue asimismo catedrático de leyes en la Escuela de Leyes de Morelia y en la Universidad Nacional Autónoma de México.
Asesor de Miguel de la Madrid, durante la etapa de su campaña electoral en 1982.
Senador por el Estado de Coahuila a las LII y LII Legislaturas que terminaron sus trabajos en 1988. En ese año fue elegido para integrar la Asamblea de Representantes del Distrito Federal, de donde solicitó licencia en 1989 para regresar al Servicio Exterior Mexicano como Embajador de México en Cuba.
Recibió la Medalla Belisario Domínguez en 1989. Murió en 1992.